# کاتا ها جیمه
کاتاها جیمه (به ژاپنی: 片羽絞)-(به انگلیسی: Kata ha jime) یکی از فنون و تکنیک‌های دستهٔ کاتامه-وازا رشتهٔ ورزشی جودو است که در زیردستهٔ شیمه-وازا دسته‌بندی می‌شود. هدف از این تکنیک، وارد آوردن فشار و درگیرکردن گلوی حریف است.